# 10464 Jessie
10464 Jessie este un asteroid din centura principală, descoperit pe 17 septembrie 1979, de Harvard Observatory.